# Литвиненко Богдан Анатолійович
Богдан Анатолійович Литвиненко (нар. 10 лютого 2003, Чернігів, Україна) — український футболіст, нападник «Чернігова».

## Життєпис
Народився в Чернігові. У ДЮФЛУ з 2016 по 2020 рік виступав за «Карпати» (Львів). У сезоні 2020/21 років виступав за юнацьку (U-19) команду «Десни», також провів 2 поєдинки в молодіжній команді вище вказаного клубу.
Влітку 2021 року підписав контракт з «Чернігові». У футболці чернігівського клубу дебютував 24 липня 2021 року в програному (0:1) виїзному поєдинку 1-го туру групи А Другої ліги України проти «Мункача». Богдан вийшов на поле на 76-й хвилині, замінивши Максима Чауса. Першим голом за «Чернігів» відзначився 14 серпня 2021 року на 24-й хвилині переможного (2:1) домашнього поєдинку 4-го туру групи А Другої ліги України проти черкаського «Дніпра». Литвиненко вийшов на поле в стартовому складі та відіграв увесь матч, а на 53-й хвилині отримав жовту картку.